# 500マイルもはなれて
- 500マイル
- 500マイルもはなれて
- 500マイルも離れて

500マイルもはなれて（ごひゃくマイルもはなれて、原題 500 Miles、Five Hundred Miles）は、アメリカ合衆国の1960年代のフォーク・リバイバルで大ヒットし、現在ではスタンダードナンバーとなっており、世界中で多くのアーティストによってカバーされ続けている楽曲。1961年発表。作詞・作曲・歌：ヘディ・ウエスト。
歌詞は、汽車が進むに連れて故郷や恋人と遠く離れてしまう情景が描かれている、ラメント（哀歌、挽歌）である。音楽的には、単純なメロディとコード進行（の繰り返し）で構成されている。
原曲、曲のルーツ
「作者」としてクレジットされているのはオリジナル歌手のヘディ・ウエストだが、実際には彼女が幼い時に祖母から伝承された、大不況時代に無賃乗車で各地を転々としていた渡り鳥労働者ホーボーによるフォークソングである、とする説がある。また他にも、20世紀前半のフォークソング『900 Miles』や『Reuben's Train』にルーツがある、とする説もある。
カバー
世界各国の歌手にカバーされて歌い継がれている。→#主なカバー
日本でのヒット・カバーなど
日本では1960年代にピーター・ポール&マリー盤やキングストン・トリオ盤が『500マイルもはなれて』の邦題でヒット。
日本では1960年代、フォークギター初心者の練習曲としても普及した。1960年代後半のカレッジ・フォーク全盛期には教科書のような存在として親しまれた。
日本人歌手によるカバーは1960年代は英語詞が主流だった。後になって複数の訳詞が発表され、特に忌野清志郎の訳詞はその後、訳詞カバーの場合の標準となった。現代では英語でそのまま理解できる日本人も多いので、邦訳同様、英語でのカバーもふたたびよく聴かれるようになっている。

## 主なカバー
- The Journeymen（英語版） - 1961年。
- ピーター・ポール&マリー - 1962年。この英語版が世界中で大ヒット。（日本でも『500マイルもはなれて』の邦題がつけられヒットした。なお、レコードのタイトルは日本語がプリントされたが、録音されている歌声・歌詞はあくまで英語である。）
- リシャール・アントニー（フランス語版） - 1962年。"J'entends siffler le train" と題されたフランス語版はアルジェリア戦争末期のフランスでミリオンセラーとなった。
- ボビー・ベア - 1963年。 Billboard Hot 100最高位10位。プロデューサーはチェット・アトキンス。
- ブラザース・フォア - 1963年。
- キングストン・トリオ - 1964年。
- ザ・シーカーズ - 1964年。
- ピーター&ゴードン - 1964年。
- グレン・キャンベル - 1964年。インストゥルメンタル。
- ソニー&シェール - 1965年。
- 石原裕次郎 - 1966年のシングル。邦題は『500マイル』。1番と3番を英語、2番を日本語でカバー。訳詞者不明。
- ザ・スパイダース - 1966年発売の4曲入りコンパクト盤に収録。英語カバー。
- Wink - 1989年。シングル『淋しい熱帯魚』収録。訳詞：及川眠子。邦題は『背中まで500マイル』
- HIS - 1991年。アルバム『日本の人』収録。訳詞：忌野清志郎。邦題は『500マイル』
- 高野寛 - 2000年。ライブアルバム『RIDE ON TIDE』収録。
- Fayray - 2006年。シングル『ひとりよりふたり』収録。英語カバー。
- 松たか子 - 2009年。シングル『君となら』・アルバム『Time for music』収録。
- 忌野清志郎による英語カバー。2011年発売のベスト・アルバム『sings soul ballads』に収録。（1990年に録音されていたが、長らく未発表だったもの）。
- 矢野顕子 - 2013年。アルバム『矢野顕子、忌野清志郎を歌う』収録。
- ジャスティン・ティンバーレイク - 2013年の映画『インサイド・ルーウィン・デイヴィス 名もなき男の歌』挿入歌。
- 藤原さくら - 2016年。シングル『Soup』収録。ドラマ『ラヴソング』挿入歌。
- 吉岡聖恵 -  2018年。アルバム『うたいろ』収録。
- 山本潤子と鈴木康博・細坪基佳が2020年に結成したユニット「Song for Memories」による英語版カバー。（山本は1960年代に高校2年でピーター・ポール&マリーのコピーバンドを結成していた人物で）彼女のSong for Memoriesでの500 milesの歌唱と英語のクオリティが非常に高いことは英語圏の人々からも認められ、2022年公開の映画『ブレット・トレイン』（監督：デヴィッド・リーチ、主演：ブラッド・ピット）でも山本の歌が挿入歌として採用された[注釈 1]。

※なお現在、日本語カバーの訳詞は基本的に忌野清志郎の訳詞が採用されている。ただし石原裕次郎とWinkは他の訳詞を使っていた。